# Paul Gilmartin
Paul R. Gilmartin (South Holland, 9 de enero de 1963) es un comediante estadounidense, presentador de podcast y personalidad televisiva más conocido como el más antiguo presentador de Cena y una película de TBS.  Desde 2011, ha sido el presentador y productor ejecutivo del podcast The Mental Illness Happy Hour.

## Primeros años
Paul Gilmartin nació en South Holland, Illinois , y asistió a la escuela St. Joseph's en Homewood.  Él es un exalumno de la Universidad de Indiana en Bloomington .  Mientras estuvo allí, se especializó en teatro y fue miembro de la sociedad de honor académica Phi Beta Kappa .  También estudió en la famosa Segunda Ciudad de Chicago.  Antes de su incursión en comedia de Stand-up en 1987, Gilmartin apareció regularmente en varias obras de teatro en Chicago.

## Carrera

### Dinner and a Movie
En 1995, Gilmartin asumió las responsabilidades de anfitrión del programa de cocina y entretenimiento TBS, Dinner and a Movie , una posición que ocupó durante más de 16 años desde el estreno del programa hasta su final en 2011.  Mientras estaba al mando, Gilmartin era conocido por su ingenio sardónico y su humor modesto.  A lo largo de su ejecución, el programa se basó en gran medida en las habilidades de improvisación de Gilmartin y la relación fácil que estableció con su cadena de copresentadoras.  Dinner and a Movie fue un éxito desde el principio, lo que ayudó a mejorar significativamente las calificaciones de TBS.  Un crítico lo llamó "el primer programa de televisión que combina películas teatrales, comedia de improvisación y educación culinaria".

### The Mental Illness Happy Hour
En 2011, Gilmartin lanzó y actualmente es el anfitrión de un pódcast semanal, La Hora Feliz de las Enfermedades Mentales .  El programa de entrevistas de formato largo examina las vidas afectadas por problemas de salud mental, como depresión, adicción, miedo, ansiedad, abuso e identidad de género.  De sus habilidades como anfitrión, The New York Times describió a Gilmartin como "un lugar perversamente seguro en el que él y sus invitados hablan de sus miedos, adicciones y infancia traumática".  Los invitados de Gilmartin en el podcast han incluido a comediantes como Adam Carolla , Paul F. Tompkins y Doug Benson .  En su primer año de producción, el programa recibió más de 1 millón de descargas.  Actualmente se ubica como uno de los pódcast de autoayuda más populares en iTunes.

### Apariciones adicionales
Los créditos televisivos de Gilmartin incluyen su propio especial de comedia de media hora, " Comedy Central Presents Paul Gilmartin".  También ha aparecido en Politically Incorrect , The List en VH1 , HBO Comedy Showcase , Half Hour Hour Comedy Hour de MTV , The Late Late Show con Craig Ferguson , This Week in Comedy y The Naughty Show .  También es un invitado frecuente en The Adam Carolla Show , que actúa como sátira política como el congresista de derechas Richard Martin y es un colaborador habitual del sindicato nacional Bob and Tom Show.  Como actor en vivo, Gilmartin ha aparecido ante muchas audiencias en los Estados Unidos y en el extranjero.  Sus créditos teatrales incluyen el Festival de Comedia de Montreal y tres apariciones separadas en el Festival de Comedia de Aspen .  Gilmartin también apareció en el "Jimmy Dore Show" en KPFK 90.7FM, Los Ángeles, los viernes a las 15:00.También aparece en el show de Jimmy Dore "Left, Right & Ridiculous" en el Improv Lab en Hollywood, CA. 

## Vida personal
Gilmartin ha enfrentado sus propias batallas con la salud mental y la adicción.  Sufre de depresión clínica que no fue diagnosticada hasta los 30 años.  Después de un episodio muy depresivo en 2003, en el que Gilmartin experimentaba pensamientos suicidas, entró en tratamiento y descubrió que tenía una adicción a las drogas y el alcohol.  Lleva 14 años sobrio.  Actualmente reside en Los Angeles.  Además de sus éxitos teatrales, Gilmartin es un hábil carpintero practicante, creando piezas en un estilo moderno danés .